# Winneba
Winneba is een plaats in Ghana (regio Central). De plaats telt 57.015 inwoners (2010).
De plaats ligt aan de Golf van Guinea in de buurt van de monding van de Ayensu.
Tot 1962 was Winneba een ankerplaats en handelshaven. Maar met de opening van de haven van Tema in dat jaar, bleef er enkel een vissershaven over in Winneba. Als nijverheid is er visverwerking. Verder wordt er palmolie gewonnen en is er enig toerisme dankzij de zandstranden.

## Afbeeldingen

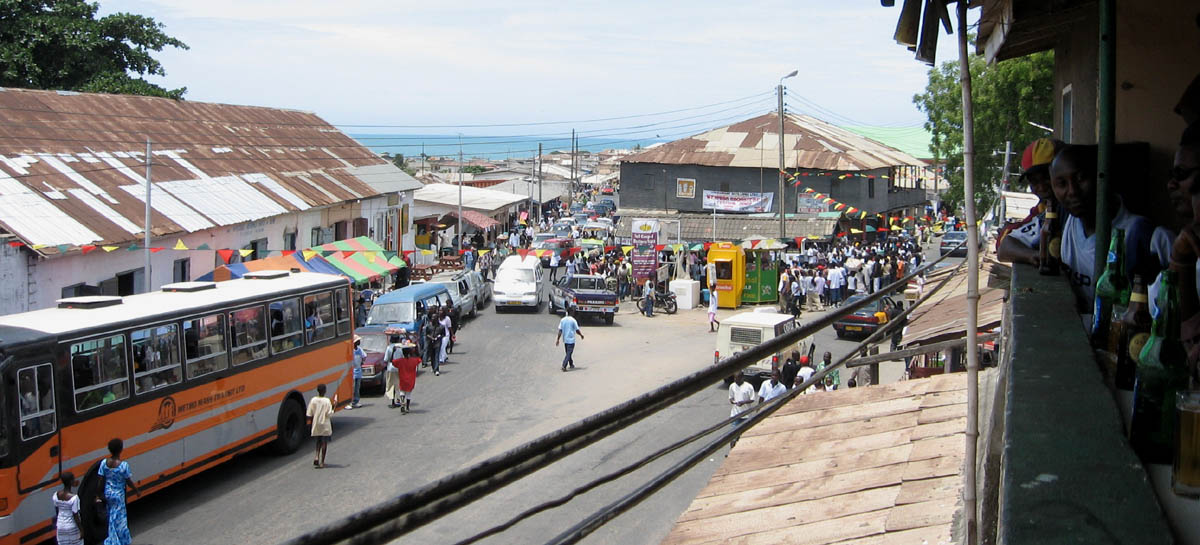
Winneba Festival
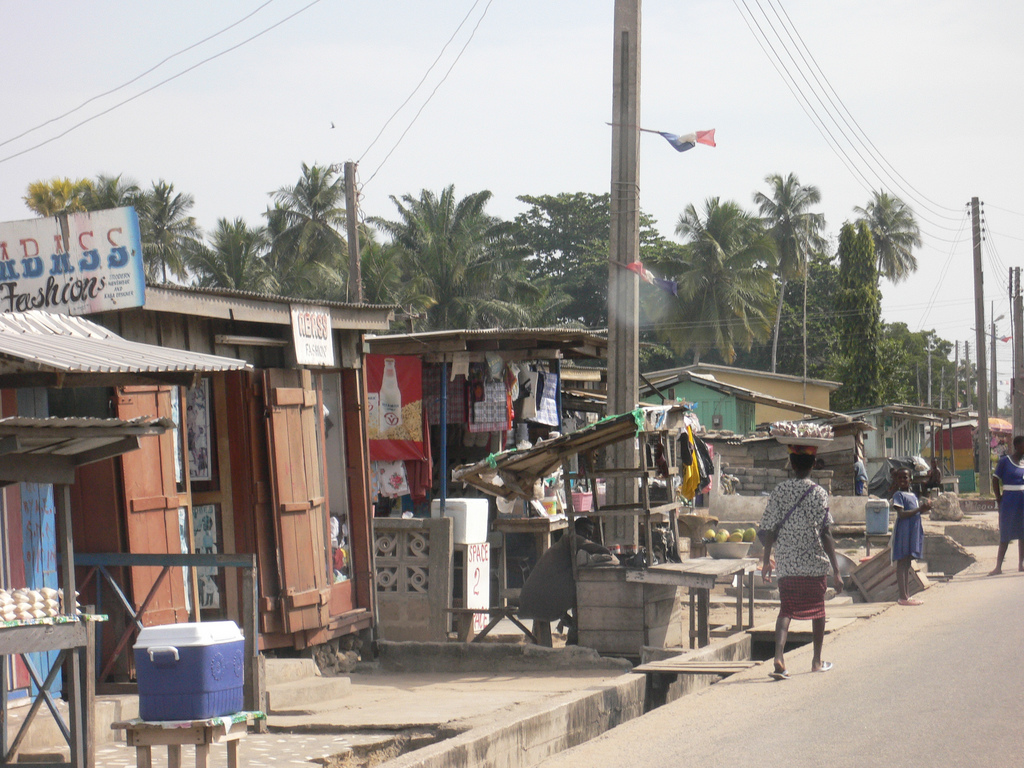
Straat in Winneba
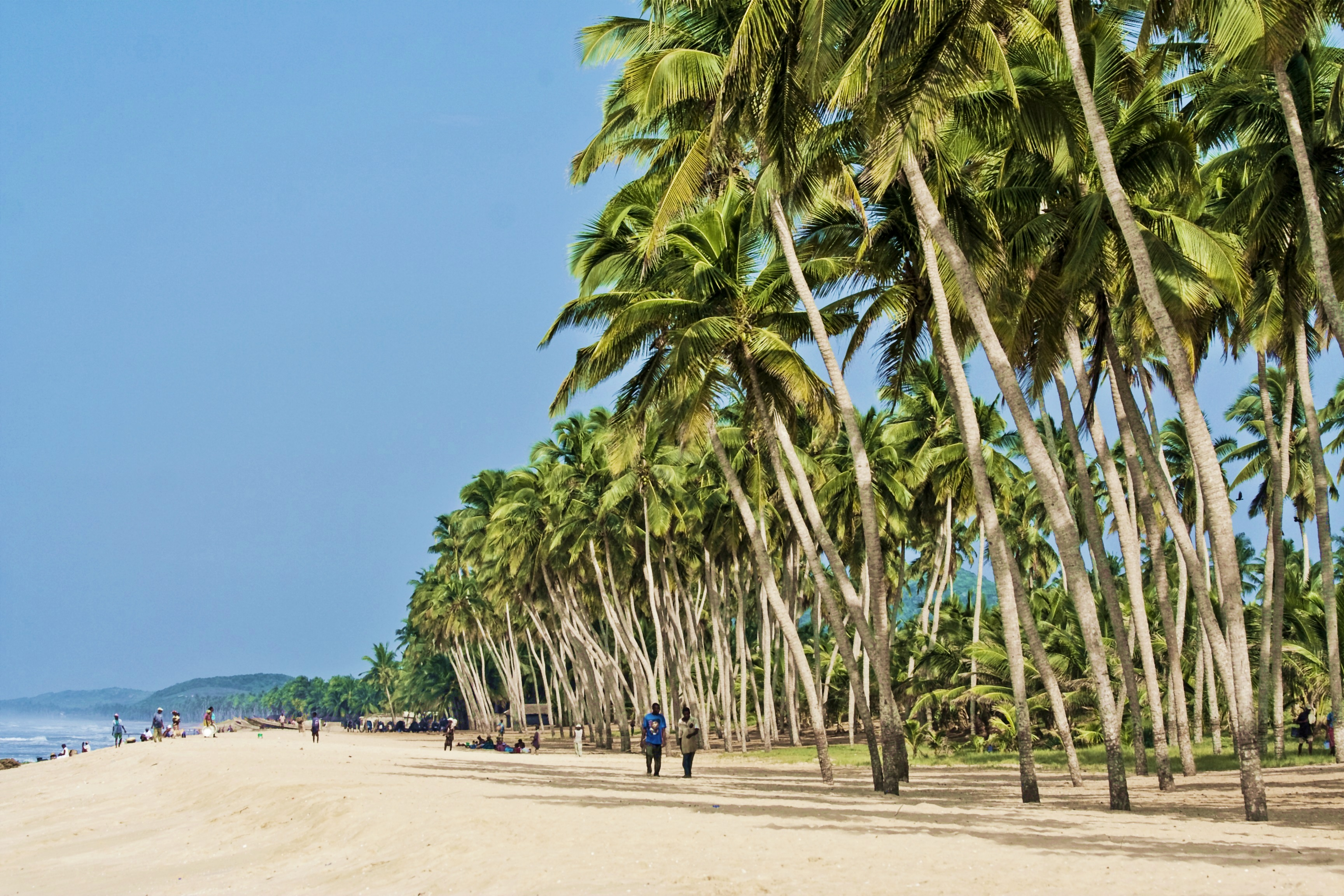
Strand

## Geboren
- Kojo Botsio (1916-2001), politicus